# 图们江 (电影)
《图们江》（韓語：두만강）是一部2010年上映的电影，由中国朝鲜族导演张律执导。 该片是法国和韩国共同出资拍摄。

## 剧情
影片讲述了来自中朝边界图们江两岸的少年，一个来自吉林省图们市，一个来自朝鲜，成为朋友的故事。

## 荣誉
导演张律凭借此片斩获第15届釜山国际电影节亚洲电影促进联盟奖。